# Polská sociálně demokratická strana Haliče a Slezska
Polská sociálně demokratická strana Haliče a Slezska (zkratka PPSD, polsky Polska Partia Socjalno-Demokratyczna Galicji i Śląska, též Polska Partia Socjalno-Demokratyczna Galicji i Śląska Cieszyńskiego, do roku 1897 Haličská sociálně demokratická strana, polsky Galicyjska Partia Socjaldemokratyczna) byla sociálně demokratická politická strana působící od konce 19. století mezi polskou populací Rakouska-Uherska, respektive Předlitavska, zejména v Haliči. V meziválečném Polsku vplynula do Polské socialistické strany.

## Historie
Byla založena v roce 1892 ve Lvově. Formálně byla součástí celostátní rakouské sociální demokracie, ale fakticky šlo o samostatný politický subjekt. V programových otázkách se hlásila k obnově polského státu a k socialistickému modelu. Od roku 1904 spolupracovala s exilovou a ilegální Polskou socialistickou stranou, jež působila v ruském záboru Polska. Během první světové války byla strana součástí střechové polské politické platformy Naczelny Komitet Narodowy. Po válce byl její předseda Ignacy Daszyński krátce předsedou vlády obnovovaného polského státu. Mezi další významné politiky PPSD patřili Bolesław Drobner, Herman Diamand, Herman Lieberman, Jędrzej Moraczewski, A. Mańkowski nebo Zygmunt Żuławski. Strana měla cca 15 tisíc členů, zejména z řad dělnictva a inteligence. Tiskovými orgány byly listy Praca, Robotnik, Naprzód, Ognisko a Robotnik Śląski. Strana disponovala i satelitními organizacemi a spolky.
Své zástupce měla v celostátní Říšské radě, kam se poprvé její zástupci dostali ve volbách roku 1897. Ve volbách roku 1911 získali kandidáti polské sociální demokracie osm mandátů. V dubnu 1919 se strana sloučila do celostátní Polské socialistické strany v rámci Polské republiky.